# 2014年5月阿薩姆襲擊
2014年阿薩姆襲擊是印度阿薩姆邦2014年5月1日晚間至3日上午發生、針對孟加拉穆斯林的襲擊事件，作案者未知，但疑似為當地武裝波多蘭民族民主陣線的松比吉特派武裝，造成超過30人死亡，衝突原因可能與當時進行中的人民院選舉有關。

## 背景
波多人為印度阿薩姆邦的少數民族，約佔阿薩姆人口的10%，當地衝突已持續數十年，2012年波多人與孟加拉穆斯林即爆發武裝衝突，造成超過百人喪生。2014年5月當年人民院選舉正進行中，預計5月12日完成最後階段投票，16日將公布選舉結果，波多地區的民調結果顯示一名波多部落候選人與非波多候選人競爭激烈，有波多議員譴責指責穆斯林不投票給波多候選人，激化了族群矛盾。

## 經過
5月1日當地時間晚間7點半，武裝份子襲擊了阿薩姆邦巴克沙縣的納爾興巴里村（Narsingbari），縱火焚燒房屋，造成3人死亡與2人受傷；翌日（5月2日）上午另一群武裝份子襲擊科克拉賈縣的巴拉帕拉村（Balapara），殺死7人；當天晚間另一群武裝份子襲擊巴克沙縣瑪納斯國家公園附近的社區，燒毀約30座茅草屋並殺死12人。三日的襲擊共造成超過30名孟加拉穆斯林喪生，有2名武裝份子在襲擊警方時被擊斃，另外警方擊斃了一名持有槍械的疑犯，並逮捕22人，阿薩姆邦政府決定將其移送至國家調查局。阿薩姆邦政府指波多蘭民族民主陣線（松比吉特派）為幕後兇手。

## 後續
許多孟加拉穆斯林因衝突而逃離當地，科克拉賈縣、巴克沙縣與奇朗宗縣實施宵禁，波多地區委員會主席哈格玛·莫希拉里試圖安撫民眾，軍方在科克拉賈縣與巴克沙縣的街道行軍，政府調派武警部隊、後備警察部隊與軍隊進入這兩個縣以對抗波多蘭民族民主陣線。
印度總理曼莫漢·辛格譴責此次攻擊，指其為散播恐懼的懦夫行為；波多蘭民族民主陣線（松比吉特派）則發表聲明否認其與這次襲擊有關，並稱此襲擊為邦政府增進波多人與穆斯林對立的陰謀。